# Cheilinus
Cheilinus är ett släkte av fiskar. Cheilinus ingår i familjen läppfiskar.

## Arter
- Cheilinus abudjubbe
- Cheilinus chlorourus
- Cheilinus fasciatus
- Cheilinus lunulatus
- Cheilinus oxycephalus
- Cheilinus trilobatus
- Napoleonfisk (Cheilinus undulatus)